# Coenonympha sibirica
Coenonympha sibirica är en fjärilsart som beskrevs av Otto Staudinger 1861. Coenonympha sibirica ingår i släktet Coenonympha och familjen praktfjärilar. Inga underarter finns listade i Catalogue of Life.